# Tales From the Darkside (musikalbum)
Tales From the Darkside är ett musikalbum från 2000 av det tyska musikprojektet Hypetraxx.

## Låtförteckning
1. Tale 1 (1.01)
2. The Darkside (6.23)
3. Hope (5.49)
4. The World Is Mine (5.53)
5. Tale 2 (1.04)
6. See the Day (5.05)
7. Nightvisions (3.37)
8. Free Yourself (5.47)
9. Disappearance (4.24)
10. Judgement Day (5.19)
11. Tale 3 (1.02)
12. The Law (5.58)
13. Flatline (0.35)
14. Access Denied (3.59)
15. Illusions & Lies (3.42)
16. Dreamworld (6.03)